# فهرست نرم‌افزارهای ویکی
این فهرست، فهرستی از نرم‌افزارهای ویکی قابل توجه است. برای دیدن یک جدول مقایسه‌ای از این نرم‌افزارها، به مقایسه‌ی نرم‌افزارهای ویکی مراجعه کنید. برای بررسی فهرستی از ویکی‌ها یا وبگاه‌هایی که از نرم‌افزار ویکی استفاده می‌کنند، فهرست ویکی‌ها را ببینید.

## برنامه های استاندارد ویکی، بر پایهٔ زبان برنامه‌نویسی

### بر پایهٔ جاوا
- XWiki یک موتور ویکی منبع باز با مجموعه‌ای کامل از ویژگی‌های ویکی (کنترل نسخه، پیوست‌ها و غیره) و موتور پایگاه داده و زبان برنامه‌نویسی است که اجازه می‌دهد برنامه‌های مبتنی بر پایگاه داده با استفاده از رابط ویکی ایجاد شوند.
- Zoho Wiki یک ابزار آسان مدیریت دانش برای تیم‌ها است.

### بر پایهٔ جاوااسکریپت
- ویکی لایولی (Lively Wiki) بر پایهٔ هستهٔ لایولی (Lively Kernel) است و ویژگی های ویکی‌ها و محیط‌های توسعه را ترکیب می‌کند. کاربران می‌توانند رفتار برنامه‌ها و سایر مطالب را ایجاد و ویرایش کنند.

- TiddlyWiki یک ویکی بر پایهٔ HTML-JavaScript است که در آن کل سایت/ویکی در یک فایل واحد یا به عنوان یک برنامه ویکی مبتنی بر Node.js موجود است. برای حداکثر امکان شخصی سازی طراحی شده است.
- Wiki.js یک برنامه ویکی منبع باز و مبتنی بر Node.js است که از git به عنوان راهکار ذخیره‌سازی قسمت انتهایی استفاده می‌کند و به طور خودکار با هر مخزن git همگام سازی می‌شود. این یک ویرایشگر Markdown بصری با مدیریت دارایی، سیستم تأیید اعتبار و یک موتور جستجوی داخلی را فراهم می‌کند.

### بر پایهٔ پایتون
- LocalWiki یک موتور ویکی بر پایهٔ Django است که برای ویکی‌های شهری با ویژگی‌های نقشه‌برداری و یک ویرایشگر WYSIWYG ساخته شده است.

- MoinMoin یک موتور ویکی است که با پایتون نوشته شده‌است.

- Zwiki یک موتور ویکی GPL مستقر در Zope است که می‌تواند با چارچوب مدیریت محتوا Plone ادغام شود و از انواع مختلف علامت‌گذاری و ویرایش ‎HTML WYSIWYG‎ پشتیبانی می‌کند.

- Trac یک سامانهٔ پیگیری پیشرفته ویکی و مسئله برای پروژه‌های توسعه نرم‌افزار است.

### بر پایهٔ پی‌اچ‌پی
- مدیاویکی
- پی‌اچ‌پی‌ویکی
- پی‌ام‌ویکی
- دوکوویکی
- تیکی‌ویکیبایا

### بر پایهٔ پِرل
- تی‌ویکی